# Microstigmata
Microstigmata là một chi nhện trong họ Microstigmatidae.